# Brazilian Day

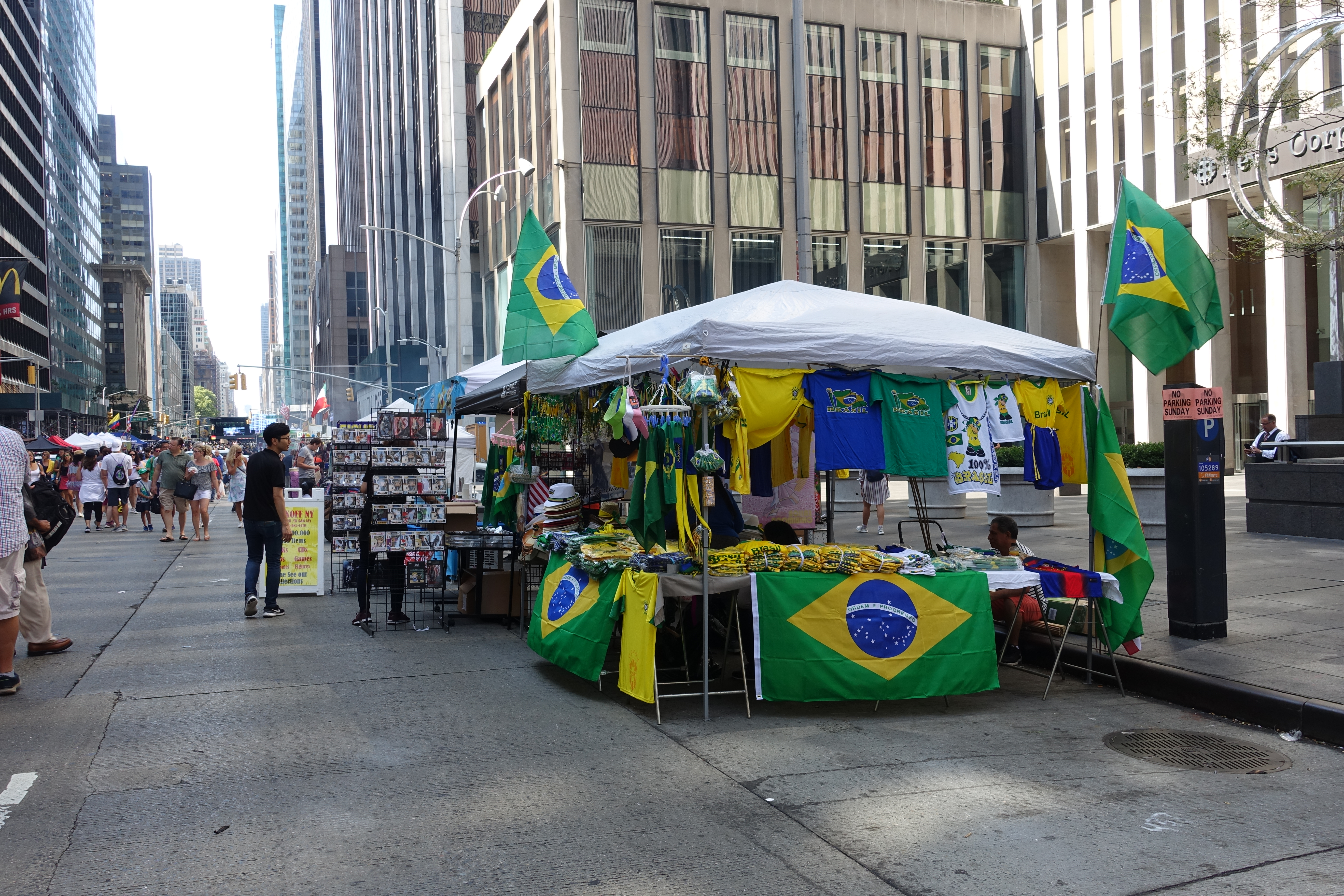
Stalletje met Braziliaanse vlaggen en kleding in de kleuren van Brazilië

Brazilian Day ("Braziliaanse dag") is een jaarlijks festival dat plaatsvindt in New York en andere steden wereldwijd. Tijdens het festival in New York staan er verschillende stands in de straten waar Braziliaanse gerechten en producten worden verkocht. Ook wordt er samba gespeeld. Het is een van de grootste en bekendste Braziliaanse evenementen buiten Brazilië zelf. De televisiezender Rede Globo geeft aandacht aan het festival.
Op deze dag in begin september wordt gevierd dat op 7 september 1822 de onafhankelijkheid van Brazilië werd uitgeroepen door prins-regent Dom Pedro I (1798-1834), die tevens erfgenaam was van de toenmalige Portugese koning, Johan VI (1767 – 1826). Brazilië ontstond uit het toen bestaande koninkrijk, het Verenigd Koninkrijk van Portugal, Brazilië en de Algarve. Zo ontstond het Keizerrijk Brazilië, dat tot 1889 heeft bestaan in Zuid-Amerika. Brazilian Day wordt altijd gevierd op de zondag voor de Amerikaanse Dag van de Arbeid (Labor Day). 
Brazilian Day is opgenomen in de officiële agenda van New York. Het evenement vond de eerste keer plaats in 1984, langs West 46th Street tussen 5th Avenue en 6th Avenue. Dit gedeelte van 46th Street werd later hernoemd naar Little Brazil. Vanaf het jaar 2009 vond Brazilian Day ook plaats in San Francisco, Montreal, Toronto, Tokio, Londen en Luanda.
Sinds 1984 is het festival steeds groter geworden. Het verhuisde van 46th Street naar de bredere 6th Avenue, tussen de 42th en 46th Streets. Het evenement vond later plaats over meer dan 25 huizenblokken van Manhattan.

## Afbeeldingen

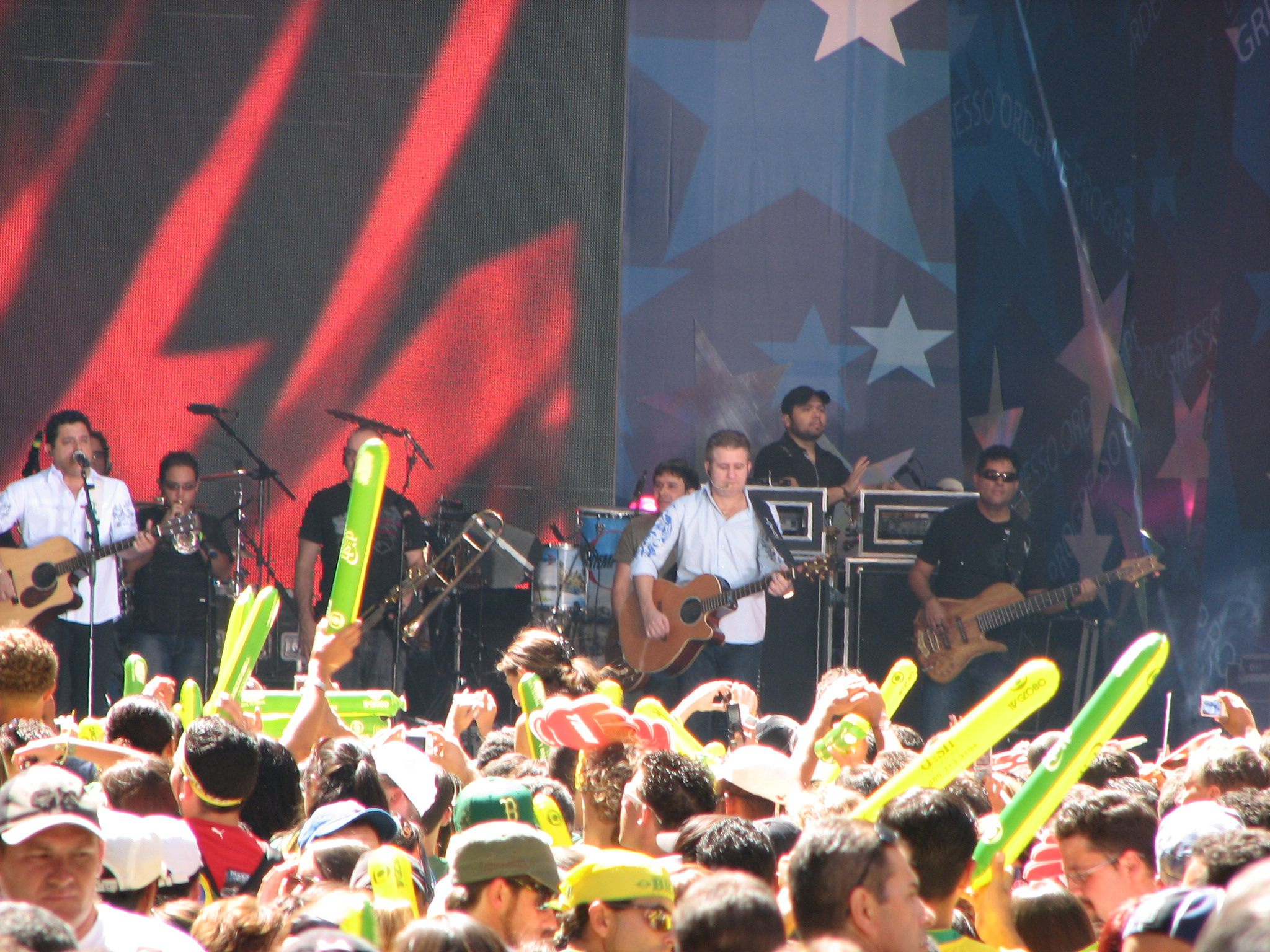
Muziekgroep Bruno e Marrone spelen in 2007
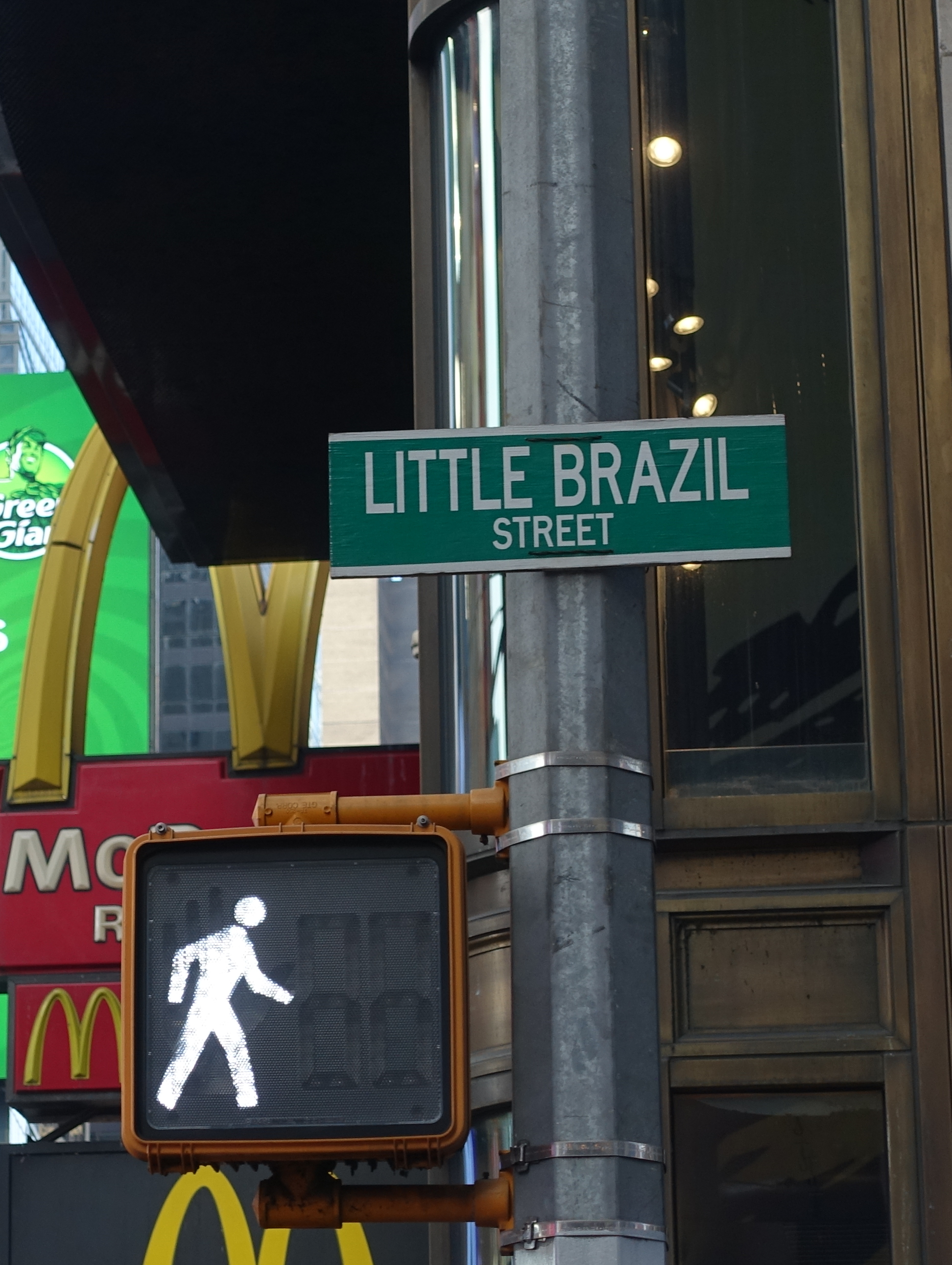
Straatnaambord Little Brazil Street